# Georges Daressy

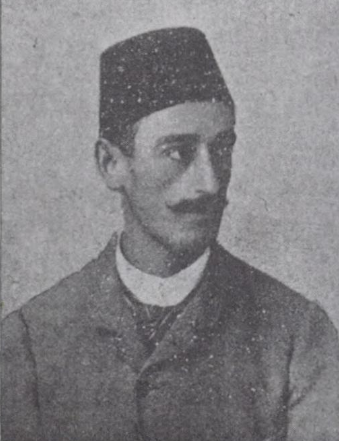
Georges Daressy

Georges Émile Jules Daressy (* 19. März 1864 in Sourdon, Somme; † 28. Februar 1938 in Sourdon) war ein französischer Ägyptologe.
Georges Daressy arbeitete seit 1887 im Ägyptischen Museum von Kairo. Er zeichnete u. a. verantwortlich für dessen Umzug von Bulaq nach Gizeh (1891) (Gelände des heutigen Zoos) und zum heutigen Standort am Tahrir-Platz (1901). Daressy war ein wichtiger Autor des Generalkatalogs (Catalogue Général (CG)) des Museums. Er war an den Grabungen im Tal der Könige, in Medinet Habu, Karnak, Luxor, Malqata (Theben-West, am Palast des Amenophis III.) und in Abydos beteiligt. 1891 entdeckte Daressy die Cachette von Bab el-Gasus und ließ aus dieser insgesamt 153 Sarkophage der 21. Dynastie bergen.

## Veröffentlichungen (Auswahl)
Siehe das Schriftenverzeichnis in: Annales du Service des Antiquités de l’Égypte 39 (1939), S. 18–41.
- Notice explicative des ruines du temple de Louxor. Kairo 1893. (online)
- Notice explicative des ruines du temple de Médinet Habou. Kairo 1897. (online)
- Le mastaba de Mera. 1898.
- Ostraca. Kairo, Imprimerie de l'Inst. Français d'Archéologie Orientale, 1901, (Catalogue général des antiquités égyptiennes du Musée du Caire).
- Fouilles de la Vallée des Rois <1898–1899>. Kairo, Imprimerie de l'Inst. Français d'Archéologie Orientale, 1902, (Catalogue général des antiquités égyptiennes du Musée du Caire).
- Textes et dessins magiques. Kairo, Imprimerie de l'Inst. Français d'Archéologie Orientale, 1903, (Catalogue général des antiquités égyptiennes du Musée du Caire). (online)
- La faune momifée de l'antique Égypte. Kairo, Imprimerie de l'Inst. Français d'Archéologie Orientale, 1905, (Catalogue général des antiquités égyptiennes du Musée du Caire). (online)
- Statues de divinités. Kairo, Imprimerie de l'Inst. Français d'Archéologie Orientale, 1905–1906, (Catalogue général des antiquités égyptiennes du Musée du Caire).
- Les cercueils des prêtres d'Ammon (deuxième trouvaille de Deir el-Bahari). In: Annales du Service des Antiquités de l'Égypte, Tome 8, Kairo 1907, S. 3–38. (online)
- The tomb of Siphtah: the monkey tomb and the gold tomb; the discovery of the tombs: Catalogue of the objects discovered. London, 1908. (online)
- Cercueils des cachettes royales. Kairo, Imprimerie de l'Inst. Français d'Archéologie Orientale, 1909, (Catalogue général des antiquités égyptiennes du Musée du Caire).
- The tomb of queen Tîyi: Catalogue of the objects discovered. London, 1910, (Theodore M. Davis' Excavations : Bibân el Molûk). (online)
- A brief description of the principal monuments exhibited in the Egyptian Museum, Cairo. Kairo, Press of the French Institute of Oriental Archaeology, 1922, 3. Auflage 1925.